# Монолитно језгро
Монолитно језгро (енгл. monolithic kernel) у рачунарству означава системску архитектуру у којој читав оперативни систем ради као цјелина у једном адресном простору, и као такав надгледа све процесе у систему. Монолитно језгро се разликује од других архитектура као што је микројезгро (microkernel) у томе што постоји само један ниво интеракције са рачунарски хардвером, са низом системских позива (system calls) који извршавају све потребне задатке.